# Ruggero Maria Santilli
Ruggero Maria Santilli, né le 8 septembre 1935, est un physicien italo-américain. Il a enseigné et fait de la recherche pour plusieurs universités et organismes gouvernementaux américains.
Il a fondé les revues Hadronic Journal, Hadronic Journal Supplement et Algebras, Groups and Geometries, dans lesquelles il publie ses travaux ainsi que ceux d'autres chercheurs. Ces revues sont éditées par Hadronic Press, une firme dirigée par son épouse Carla Santilli.
Santilli est CEO et scientifique en chef de MagneGas Corporation. Certains de ses travaux sont jugés comme étant de type fringe science.

## Biographie
Ruggero Maria Santilli naît à Capracotta, en Italie. Il étudie la physique à l'Université de Naples. Il fréquente par la suite l'Université de Turin, de laquelle il obtient un diplôme en 1966. 
En 1967, il est invité à l'Université de Miami pour y faire de la recherche subventionnée par la NASA. En 1968, il enseigne la physique et les mathématiques à l'Université de Boston tout en faisant de la recherche pour l'Air Force. 
Du mois d'août 1974 au mois d'août 1977, il est invité au Center for Theoretical Physics (en) du Massachusetts Institute of Technology. Du mois de septembre 1977 au mois d'août 1981, il est invité au département de mathématiques de l'Université Harvard. En septembre 1981, Santilli fonde et devient président de l'Institute for Basic Research (en).

## Recherches

### Mécanique et chimie hadronique
Santilli développe une nouvelle théorie théorie du tout appelée hadronic mechanics, dont le nom est inspiré du hadron. Bien qu'accueillie froidement par ses contemporains, Santilli, un auteur prolifique, publie des centaines d'articles et de livres sur ce sujet ainsi que sur des sujets connexes tels la chimie, la supraconductivité, la biologie et la cosmologie,,. La plupart de ses travaux sont publiés dans le Hadronic Journal, une revue dont il est l'éditeur en chef. 

## Publications
- Ruggero Santilli, The inverse problem in Newtonian mechanics, New York, Springer-Verlag, 1978 (OCLC 9020170)
- (en) Ruggero Santilli, Foundations of Theoretical Mechanics, Berlin, Springer-Verlag, 1978 (ISBN 0-387-08874-1)
- Ruggero Santilli, Birkhoffian Generalization of Hamiltonian Mechanics, Berlin, Springer-Verlag, 1983 (ISBN 0-387-09482-2)
- Ruggero Santilli, Il Grande Grido, Louisville, Alpha Pub, 1984 (ISBN 0-931753-00-7)
- Ruggero Santilli, Direct universality of the Lie-admissible algebras, Nonantum, Mass., Hadronic Press, 1984 (ISBN 0-911767-08-8)
- Relativistic hadronic mechanics: Nonunitary, axiom-preserving completion of relativistic quantum mechanics, Ruggero Maria Santilli, Foundations of Physics, 27, #5 (May 1997), pp. 625–729. DOI 10.1007/BF02550172.
- Ruggero Santilli, Foundations of Hadronic Chemistry : with Applications to New Clean Energies and Fuels, Berlin, Springer, 2001 (ISBN 1-4020-0087-1)
- Structure and Combustion of Magnegases, R. M. Santilli and A. K. Aringazin, arXiv:physics/0112066v1.
- Ruggero Santilli, Isodual theory of antimatter with applications to antigravity, grand unification and cosmology, Dordrecht, Springer, 2006 (ISBN 1-4020-4518-2)

## Sources bibliographiques
- Jeremy Dunning-Davies, Exploding a Myth : Conventional Wisdom Or Scientific Truth?, Chichester, UK, Horwood Publishing, 2007, 256 p. (ISBN 978-1-904275-30-5 et 1-904275-30-3)
- Jeremy Dunning-Davies, « Book review of Foundations of Hadronic Chemistry with Applications to New Clean Energies and Fuels, by R. M. Santilli », Foundations of Physics, vol. 32, no 7,‎ 2002, p. 1175–1178 (DOI 10.1023/A:1016542928371)
- Jeremy Dunning-Davies, « The Thermodynamics Associated with Santilli's Hadronic Mechanics », Progress in Physics, vol. 4,‎ 2006, p. 24–26 (lire en ligne)